# Svenska landstormen

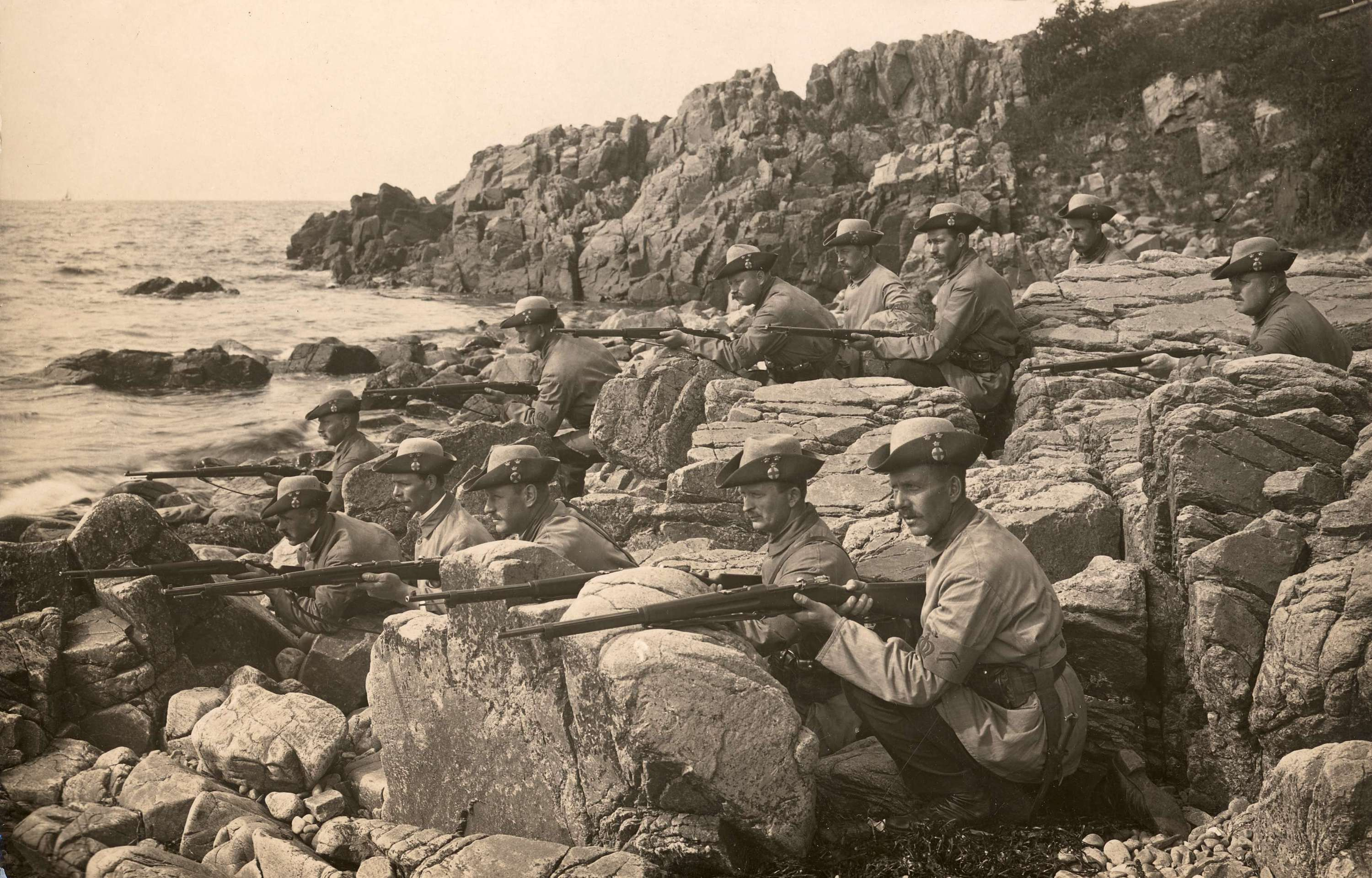
Män ur landstormen på en klippig strand. Foto från 1914–1915.

Landstormen var ett tidigare värnpliktsuppbåd för lokalförsvar och bevakningsuppgifter inom Sveriges försvarsmakt, så kallad ”landstorm” efter tysk förebild (danska: Landsturm). Landstormen var för de äldre åldersklasserna i värnplikten, tänkta att ingå i folkuppbåd eller i territorialförsvaret vid mobilisering.
Landstormen inrättades 1885 och avskaffades i och med försvarsbeslutet 1942. Det kan ses som föregångaren till hemvärnet från 1940.

## Historia

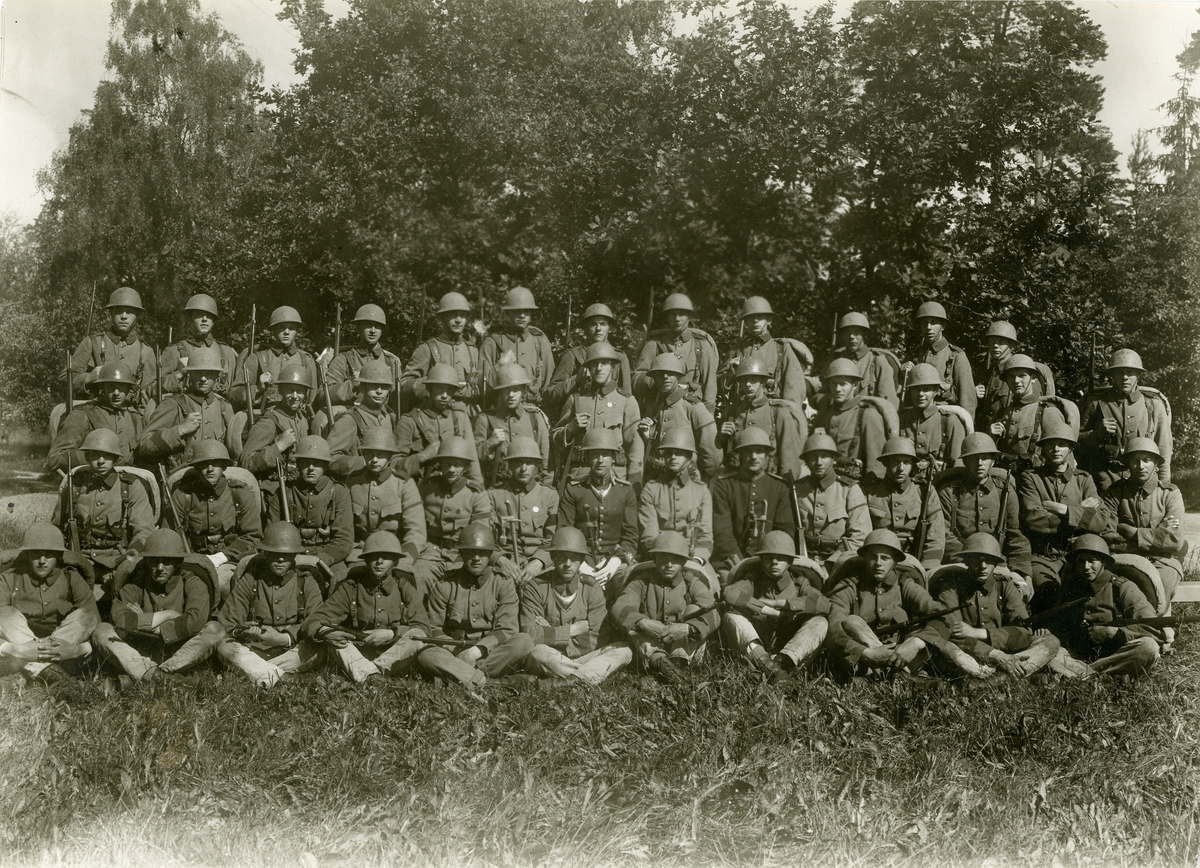
Grupporträtt av deltagare i en landstormsövning på 1930-talet.

Det första officiella förslaget om en landstorm i Sverige lades fram som en proposition vid 1865 års riksdag, enligt vilken den skulle omfatta alla vapenföra män mellan 20 och 50 år, som inte tillhörde armén eller beväringen. Det dröjde dock till 1885 års härordning innan en landstorm inrättades och den bestod då av åldersklasserna 33–40 år. Därefter ändrades åldersspannet vid flera tillfällen och fram till 1942 när landstormen avskaffades i och med försvarsbeslutet 1942.

### Mobilisering

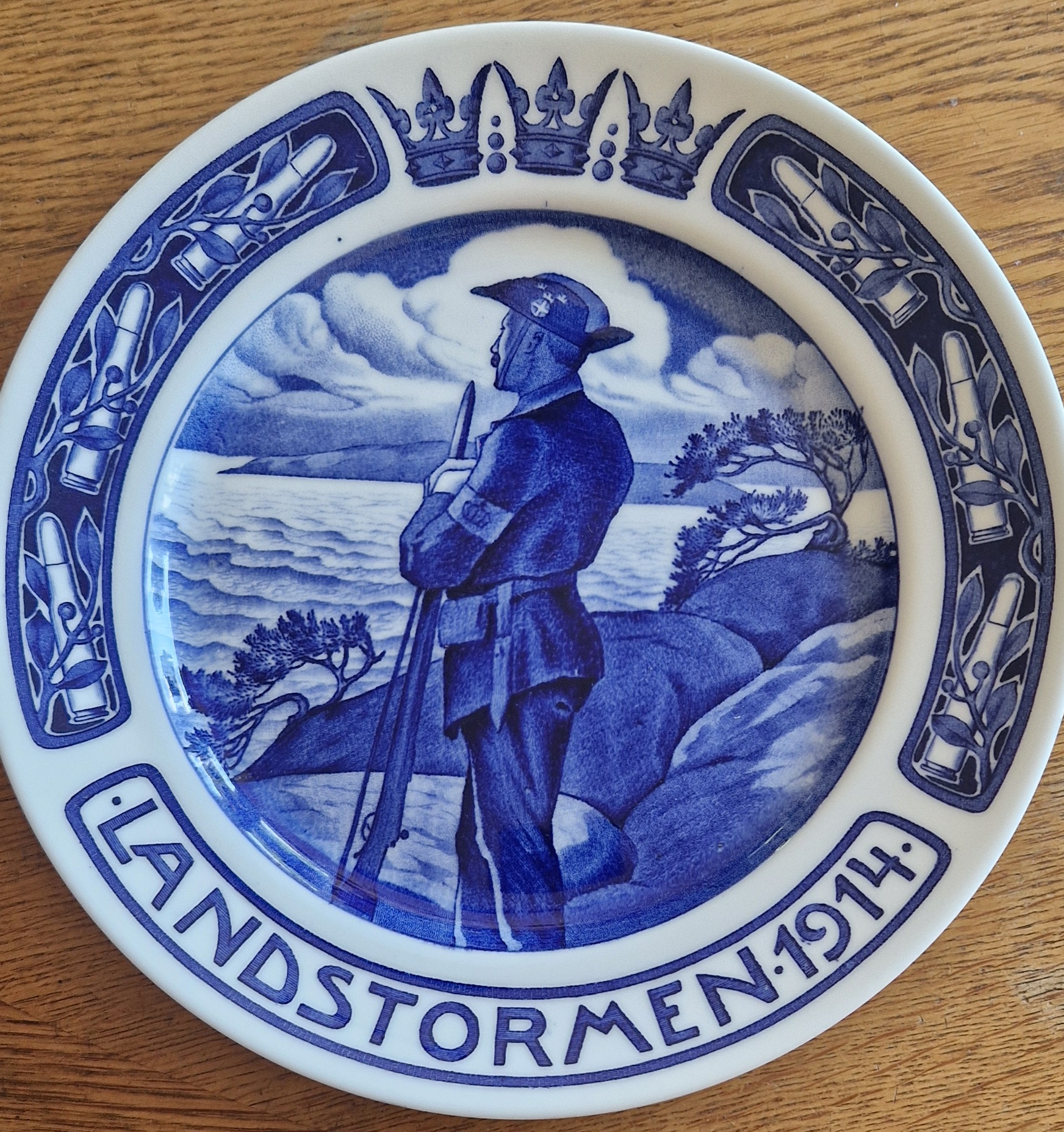
Rörstrandstallrik till minne av landstormsmobiliseringen 1914.

Landstormen mobiliserades vid första och andra världskrigets utbrott 1914 respektive 1939. 
Under första världskriget förlades landstormen på bevakning på mer hotade platser längs kusten samt vid offentliga byggnader, broar och på andra punkter som var viktiga för transporter. Landstormen var egentligen en organisation på papperet. Det var endast tack vare det arbete som på sina håll nedlagts av den frivilliga landstormsrörelsen, under ledning av en del bland arméns befäl, som landstormen kunde bli något mer än en pappersarmé.
Det fanns tillräckligt med gevär, men många av männen i ledet hade övat med de gamla remingtongeväret och hade ingen aning om hur man använde det nyare mausergeväret. Det spelade dock mindre roll, eftersom staten ändå inte hade tillräckligt med skarp ammunition att ge dem, förutom till dem som satts upp på viktiga positioner, fram tills de dagar då den första omgången landstormsmän skulle skickas hem. Klädesfrågan var också problematisk. Inom de mest privilegierade områdena fanns det förråd av uniformsmössor och landstormsarmbindlar, men på många ställen fick männen bära halmhattar och plommonstop. Lyckligtvis blev det år 1914 en ovanligt mild höst. Landstormtrupperna hemförlovades innan vinterkölden hunnit komma sedan dess uppgifter hade övertagits av arméns linjeförband.

## Uppgifter
Landstormens uppgifter var många och även betydelsefulla samt hänförde sig oftast till lokalförsvarets område. Bland landstormens åligganden märks främst:
- tryggande av fälthärens mobilisering
- bevakning av gränser och kuster
- tjänstgöring som säkerhetsbesättningar i fästningar samt
- skyddande av förbindelseleder

Landstormen fick inte föras utanför eget eller angränsande inskrivningsområden. Landstormen löd under inskrivningsbefälhavarna. För landstormens organisation var riket indelat i 161 landstormsområden, som hade samma nummer som rullföringsområdet och åtskiljdes dels genom ett särskilt namn, dels genom en till numret fogad bokstav. Varje landstormsområde lyder under en befälhavare (officer i reserven eller om det brist på sådan – annan lämplig person). Det praktiska arbetet med organisationen, ledning, beväpning och övning sköts dock på framtiden. Från 1901 då den allmänna värnplikten infördes tillkom uppgiften att skydda fältarméns mobilisering.

## Utbildning
Ursprungligen genomgick landstormen inga mönstringar eller övningar alls. Endast efter antagandet av 1914 års härordning var landstormsmännen underkastade en 5 dagars utbildning. I samband med de stora försvarsnedskärningarna i början av 1920-talet ströks såväl landstormens gevär som samtliga av dess övningar ur statsbudgeten. Detta innebar att den så kallade "frivilliga landstormsutbildningen", som anordnades av Sveriges Landstormsföreningars Centralförbund (idag Försvarsutbildarna) och dess lokalavdelningar, utgjorde de enda militära utbildningen som erbjöds landstormen under mellankrigsåren.

## Landstormsrörelsen
Vid sidan av den statliga organisationen växte en frivillig landstormsorganisation fram. 1903–1904 hölls de första frivilliga landstormsövningarna, och 1912 bildades Sveriges landstormsföreningars centralförbund för att organisera frivilligutbildningarna. Dessa var främst till för att skola fram befäl bland landstormsmanskapet. En Landstormsofficersutbildning utvecklades senare, vilken leddes av officerare från armén. 1915 började ungdomsavdelningar organiseras inom landstormsrörelsen: landstormspojkarna (Lstp). Ungdomsavdelningarna hade namn och nummer: Stockholms landstormspojkar, U1. Landstormspojkarna hade ett gradsystem: Vice fältväbel, Fältväbel och Kornett som medlemmarna kunde kvalificera sig för. Se mössmärke för Kornett vid U57. För senare historik se Försvarsutbildarna.

## Sveriges Landstormskvinnor

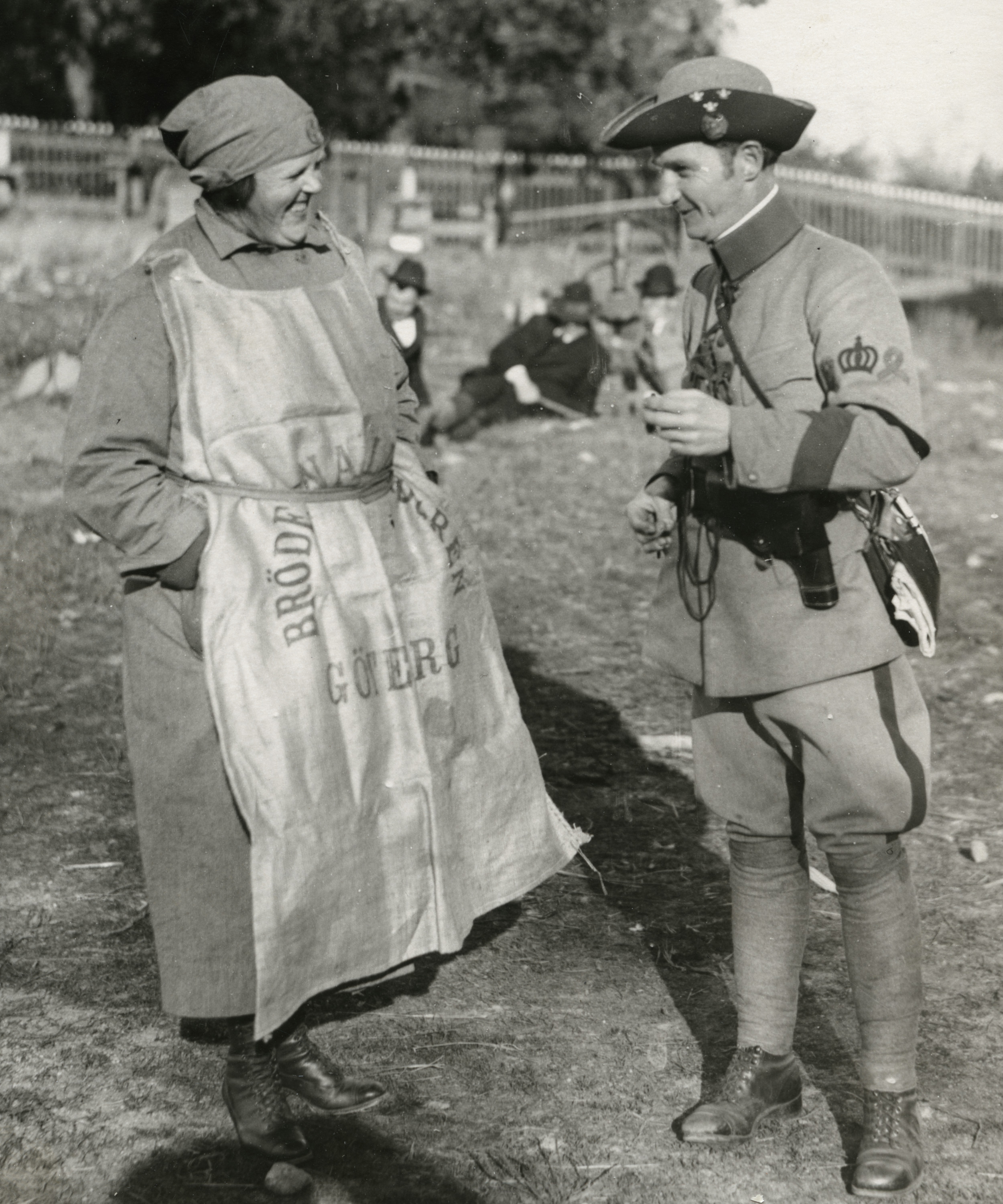
Landstormskvinna och landstormare på fältskjutning vid Molnby, 1925.

Som en reaktion på försvarsbeslutet 1923 och dess nedskärningar, samt utifrån en önskan bland en grupp kvinnor att bidra med ekonomisk hjälp till landstormens utbildning, bildades 1924 den svenska lottarörelsen som en svensk variant av den finska Lotta Svärd-organisationen, ursprungligen benämnd Sveriges Landstormskvinnor. Föreningen var en underavdelning till Landstormsrörelsen och verksamheten inriktades länge huvudsakligen på att samla in pengar. Med tiden blev kvinnoavdelningen en viktig finansiär av landstormsutbildningarna.

## Uniformering

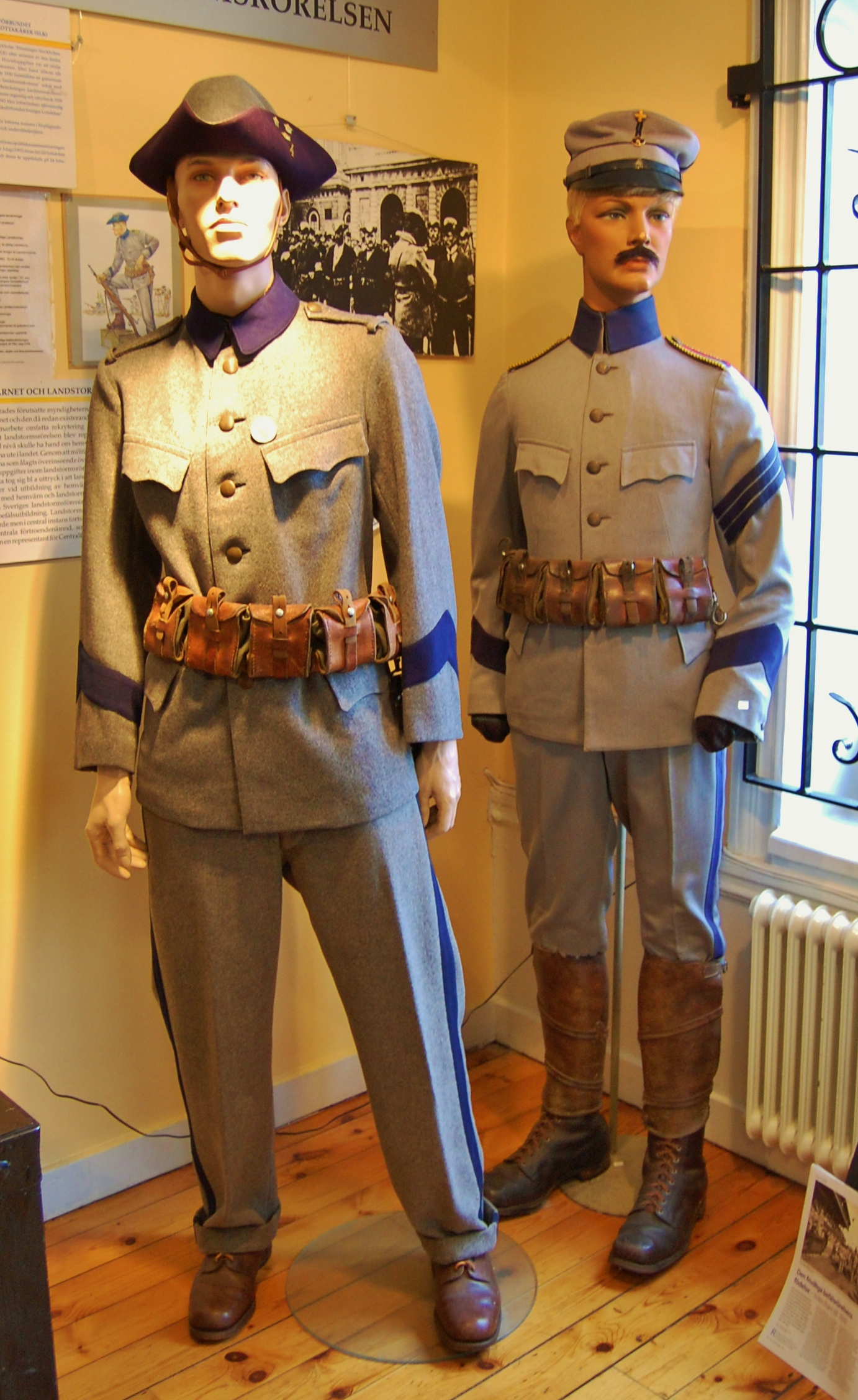
Svensk landstormsuniform på Hemvärnsmuseet. Det vanliga fram till 1920-talet var dock att de meniga landstormssoldaterna saknade uniform, och endast utrustades med patronbälte, hatt och armbindel.

Landstormstrupperna bar ursprungligen inte uniform, utan privata kläder. De utrustades därför enligt krigets lagar med fälttecken i form av Landstormsmärke m/1905 som skulle bäras väl fästat och på avstånd synligt. Märket var dock litet och kunde därför vara svårt att se på avstånd, och önskemål fanns därför att förse dem med en riktig uniform. Från 1907 utrustades de med Hatt m/1906 som erinrade om karolinernas hattar och man införde även enkla överdragsblusar, överdragsblus m/1905 och m/1907. Långt ifrån alla soldater kom dock att utrustas med överdragsblusar och hattar. Därför infördes 1911 landstormsarmbindel m/1911 för att tydligare utmärka landsstormsmännen som stridande. Landstormsmännen var vid första världskrigets utbrott beväpnade med remingtongevär.
| Landstormsarmbindel m/1911 | Landstormsarmbindel m/1911 |
| Vapenrock med armbindel    | Tjänstetecken              |
| -------------------------- | -------------------------- |
| Armbindel för kompanichef  | Landstormsman              |
| Armbindel för kompanichef  | Landstormskompanichef      |
| Armbindel för kompanichef  | Landstormsbataljonschef    |